# 贝夫
贝夫（法語：Beffes，法語發音：[bɛf]）是法国谢尔省的一个市镇，属于布尔日区。

## 地理
贝夫（47°5'34"N, 3°0'28"E）面积11.83 平方千米，位于法国中央-卢瓦尔河谷大区谢尔省，该省份为法国中部省份，北起卢瓦雷省，西接卢瓦-谢尔省和安德尔省，南至克勒兹省，东南接阿列省，东临涅夫勒省。
与贝夫接壤的市镇（或旧市镇、城区）包括：瑞西勒绍德里耶、马赛莱索比尼、小圣莱热、卢瓦尔河畔热尔米尼、特龙桑日。

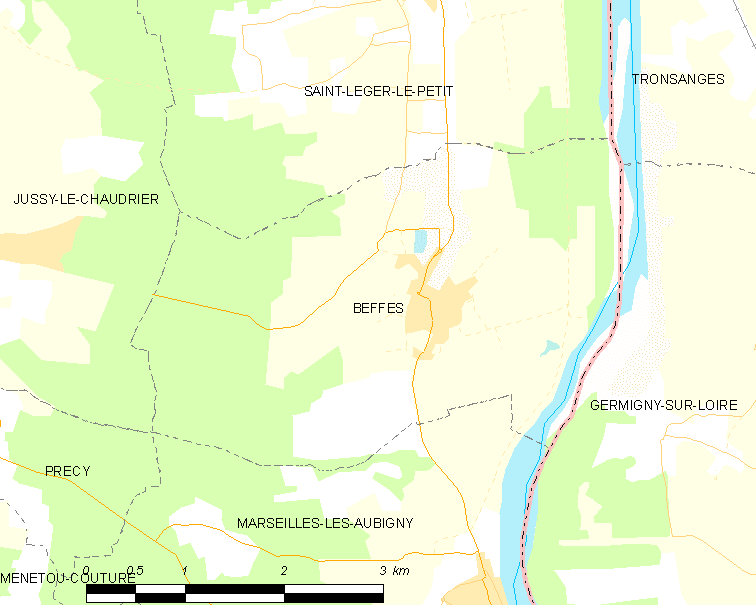
贝夫的OSM定位图

贝夫的时区为UTC+01:00、UTC+02:00（夏令时）。

## 行政
贝夫的邮政编码为18320，INSEE市镇编码为18025。

## 政治
贝夫所属的省级选区为阿沃尔县。

## 人口

1962-2008年间贝夫人口变化图示

贝夫于2022年1月1日时的人口数量为598人。